# Оптическая спектроскопия

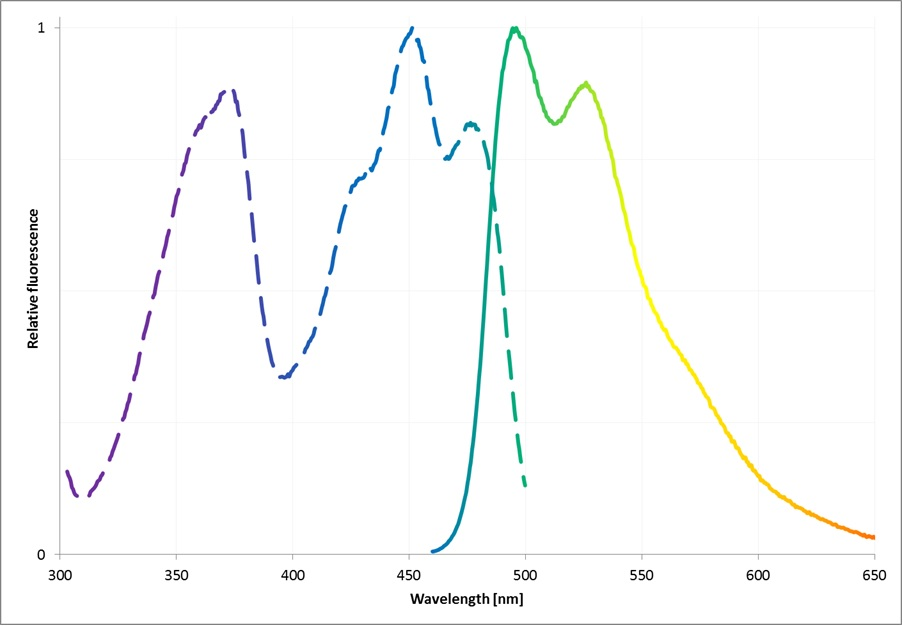
Спектры возбуждения и излучения FMN-связывающих флуоресцентных белков, записанные с помощью спектрофотометра PTI QuantaMaster 40

Оптическая спектроскопия — спектроскопия в оптическом (видимом) диапазоне длин волн с примыкающими к нему ультрафиолетовым и инфракрасным диапазонами (от нескольких сотен нанометров до единиц микрон). Этим методом получено подавляющее большинство информации о том, как устроено вещество на атомном и молекулярном уровне, как атомы и молекулы ведут себя при объединении в конденсированные вещества.
Особенность оптической спектроскопии, по сравнению с другими видами спектроскопии, состоит в том, что большинство структурно организованной материи (крупнее атомов) резонансно взаимодействует с электромагнитным полем именно в оптическом диапазоне частот. Поэтому оптическая спектроскопия в настоящее время очень широко используется для получения информации о веществе.

## История
Оптическая спектроскопия зародилась в 1802 году, когда были открыты Фраунгоферовы линии — темные линии в спектре Солнца. Эти линии заново открыл и описал Фраунгофер в 1814 году. В 60-е годы XIX века Кирхгоф дал им почти правильную трактовку, считая, что это — линии поглощения, обусловленные наличием в атмосфере Солнца различных газов, и что с каждым газом связана определенная линия.
Целенаправленная научная спектроскопия началась в 1853 году, когда Андерс Йонас Ангстрем сопоставил линии излучения газов с различными химическими элементами. Так зародился новый метод получения информации о составе веществ — спектральный анализ.
Оптическая спектроскопия сильно повлияла на развитие физики в целом. Квантовая механика была создана и подтверждена в значительной степени благодаря спектроскопическим исследованиям. Квантовая электродинамика была создана на основе радиоспектроскопии (спектроскопии в радиодиапазоне). Считается, что её положения были подтверждены экспериментально после того, как был зарегистрирован Лэмбовский сдвиг.